# Ramon Nogués i Biset
Ramon Nogués i Biset (Móra d'Ebre, Ribera d'Ebre, 26 de juliol de 1891 - Barcelona, 22 d'agost de 1963) fou un advocat i polític català, diputat a les Corts Espanyoles durant la Segona República.

## Biografia
Pertanyia a una família de mitjans propietaris. Es llicencià en dret a la Universitat de Saragossa. Després tornà a Barcelona, on col·laborà als diaris El Poble Català i La Lucha i es vinculà a la Solidaritat Catalana fins que l'abandonà per a fundar el Partit Republicà Català. El 1916 fou processat per les autoritats militars arran d'un discurs a Gandesa i s'exilià a França.
Quan va tornar, fou elegit diputat per la província de Tarragona pel Partit Republicà Democràtic Federal. En proclamar-se la Segona República Espanyola, fou nomenat president de la diputació provincial de Tarragona i fou elegit diputat a les eleccions generals espanyoles de 1931 per l'Extrema Esquerra Radical Socialista, vinculada al grup parlamentari d'ERC. La seva amistat amb Marcel·lí Domingo i Sanjuán el va dur el 1932 a trencar amb ERC i a ingressar al Partit Republicà Radical Socialista Català, però el 1936 l'abandonà per a tornar a ERC. Fou novament diputat a les eleccions generals espanyoles de 1933 i 1936 (aquestes en el Front d'Esquerres). Durant la guerra civil espanyola fou vicepresident de les Corts Espanyoles. El 1939, un cop acabada la guerra, s'exilià a França, i fou president de les Corts Republicanes a l'exili. El 1955 va tornar a Barcelona i treballà com a advocat.